# Casque M42 Duperite

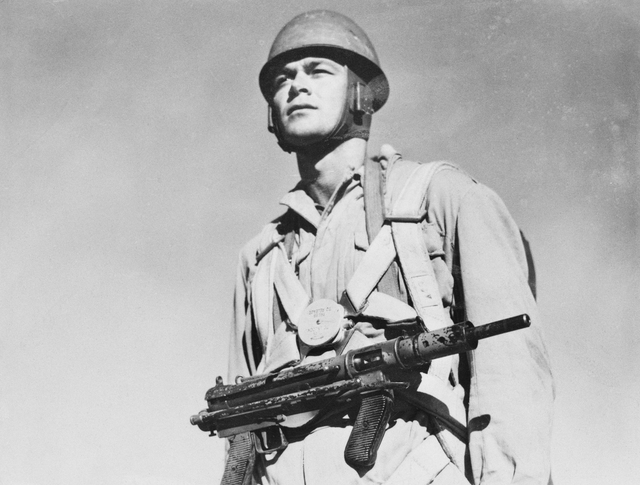
Parachutiste australien portant le casque M42 Duperite.

Le casque M42 Duperite était un casque de parachutiste donné aux parachutistes australiens pendant la Seconde Guerre mondiale. Le casque tient son nom du matériau absorbant les chocs qui le composait. Il était similaire à la première des casques des estafettes britanniques.